# Zhetiqara Aūdany
Zhetiqara Aūdany är ett distrikt i Kazakstan.   Det ligger i oblystet Qostanaj, i den nordvästra delen av landet, 700 km väster om huvudstaden Astana.